# Postamúzeum (Balatonszemes)
A Postamúzeum Balatonszemesen az egykori lóváltóállomás épületében és annak udvarán tekinthető meg. Belül a posta levél-, csomag- és személyszállító szolgáltatását mutatja be.
Az udvar egy része fedett kocsiszín, ahol elsősorban ló- és motorvontatású szállító járművek hosszú sora látható. A legnagyobb tárgy egy vasúti mozgópostakocsi, amely mindig a mozdony és a személykocsik között volt. A postások utazás közben feldolgozták a leveleket és csomagokat. Az állomásokon egyrészt leadták az ide vonatkozó küldeményeket, másrészt átvették a vonat menetirányába küldött leveleket szabványos postazsákokba csomagolva.